# Unterseeboot UB-129
Pour les autres navires du même nom, voir Unterseeboot 129.
L'Unterseeboot UB-129 est un sous-marin (U-Boot) allemand de type UB III utilisé par la Kaiserliche Marine pendant la Première Guerre mondiale. Il fut mis en service dans la marine impériale allemande le 11 juin 1918. 
L'UB-129 a été perdu le 31 octobre 1918 à Fiume (position 45° 19′ N, 14° 26′ E) après la capitulation de l’Autriche-Hongrie.

## Conception
Comme tous les sous-marins de type UB III, l'UB-129 avait un déplacement de 512 tonnes en surface et de 643 tonnes en immersion. Ses moteurs lui permettaient de naviguer à 13,9 nœuds (25,7 km/h) en surface et à 7,6 nœuds (14,1 km/h) en immersion. Il avait un rayon d'action de 7280 milles marins (13480 km) à sa vitesse de croisière. L'UB-129 transportait 10 torpilles et était armé d’un canon de pont de 10,5 cm SK L/45. L'UB-129 avait un équipage pouvant compter jusqu’à 3 officiers et 31 hommes.

## Historique des services
L'UB-129 a été construit par AG Weser à Brême. Après un peu moins d’un an de construction, il a été lancé à Brême le 11 mai 1918. Il a été mis en service plus tard la même année sous le commandement du Kapitänleutnant Karl Neumann. 

## Affectations
- Flottille Mittelmeer I : du 2 au 30 octobre 1918

## Commandants
- Kapitänleutnant Karl Neumann [6] : du 11 juin au 30 octobre 1918

## Navires coulés
| Date              | Nom          | Nationalité   | Tonnage | Destin. |
| ----------------- | ------------ | ------------- | ------- | ------- |
| 16 septembre 1918 | Buenaventura | United States | 4881    | Coulé   |
| 22 septembre 1918 | Erik         | Danemark      | 217     | Coulé   |